# U-154 (1941)
| U-154                                                                                                | U-154 | U-154 |
| --- | --- | --- |
| U 154                                                                                                | | |
| | | |
| Зображення підводного човна U-505, однотипного з U-154                                               | | |
| Верф                                                                                                 | Deutsche Schiff- und Maschinenbau, AG Weser, Бремен | Deutsche Schiff- und Maschinenbau, AG Weser, Бремен |
| Під прапором                                                                                         | Третій Рейх | Третій Рейх |
| Належність                                                                                           | Крігсмаріне | Крігсмаріне |
| Порт приписки                                                                                        | Штеттін Лор'ян | Штеттін Лор'ян |
| Замовлення                                                                                           | 25 вересня 1939 | 25 вересня 1939 |
| Закладений                                                                                           | 21 вересня 1940 | 21 вересня 1940 |
| Спуск на воду                                                                                        | 21 квітня 1941 | 21 квітня 1941 |
| Введений до складу флоту                                                                             | 2 серпня 1941 | 2 серпня 1941 |
| На службі                                                                                            | 1941—1944 | 1941—1944 |
| Загибель                                                                                             | 3 липня 1944 року потоплений глибинними бомбами американських ескортних міноносців «Фрост» і «Інч» та палубною авіацією ескортного авіаносця «Кроатан»                  | 3 липня 1944 року потоплений глибинними бомбами американських ескортних міноносців «Фрост» і «Інч» та палубною авіацією ескортного авіаносця «Кроатан»                  |
| Сучасний статус                                                                                      | затоплений | затоплений |
| Бойовий досвід                                                                                       | Друга світова війна Битва за Атлантику | Друга світова війна Битва за Атлантику |
| Проєкт                                                                                               | | |
| Тип ПЧ                                                                                               | великий океанський торпедний ДПЧ | великий океанський торпедний ДПЧ |
| Основні характеристики                                                                               | | |
| Швидкість (надводна)                                                                                 | 18,2 вузла (33,7 км/год) | 18,2 вузла (33,7 км/год) |
| Швидкість (підводна)                                                                                 | 7,3 (13,5 км/год) | 7,3 (13,5 км/год) |
| Робоча глибина занурення                                                                             | 100 м | 100 м |
| Гранична глибина занурення                                                                           | 230 м | 230 м |
| Дальність плавання                                                                                   | 64 милі (119 км) на швидкості 4 вузли (7,4 км/год) (у підводному положенні) 13 450 морських миль (24 910 км на швидкості 10 вузлів (19 км/год) (у надводному положенні) | 64 милі (119 км) на швидкості 4 вузли (7,4 км/год) (у підводному положенні) 13 450 морських миль (24 910 км на швидкості 10 вузлів (19 км/год) (у надводному положенні) |
| Екіпаж                                                                                               | 48 офіцерів та матросів | 48 офіцерів та матросів |
| Розміри                                                                                              | | |
| Довжина найбільша (по КВЛ)                                                                           | 76,76 м | 76,76 м |
| Ширина корпусу найб.                                                                                 | 6,76 м | 6,76 м |
| Висота                                                                                               | 9,6 м | 9,6 м |
| Середня осадка (по КВЛ)                                                                              | 4,7 м | 4,7 м |
| Водотоннажність надводна                                                                             | 1120 т | 1120 т |
| Силова установка                                                                                     | | |
| Дизель-електрична: 2 дизельні двигуни MAN M 9 V 40/46 2 електродвигуни Siemens-Schuckert 2 GU 345/34 | | |
| Гвинти                                                                                               | 2 | 2 |
| Потужність                                                                                           | 2 × 2 200 к.с. (дизелі) 2 × 740 к.с. (електродвигуни) | 2 × 2 200 к.с. (дизелі) 2 × 740 к.с. (електродвигуни) |
| Озброєння                                                                                            | | |
| Артилерія                                                                                            | 1 × 105-мм палубна гармата SK C/32 | 1 × 105-мм палубна гармата SK C/32 |
| Торпедно- мінне озброєння                                                                            | 4 носових і 2 кормових ТА; 22 торпеди або 44 міни TMA чи 66 TMB | 4 носових і 2 кормових ТА; 22 торпеди або 44 міни TMA чи 66 TMB |
| ППО                                                                                                  | 1 × 37-мм зенітна гармата SKC/30 2 (1 × 2) × 20-мм зенітні гармати FlaK 30                                                                                              | 1 × 37-мм зенітна гармата SKC/30 2 (1 × 2) × 20-мм зенітні гармати FlaK 30                                                                                              |

U-154 — німецький великий океанський підводний човен типу IXC, що входив до складу Військово-морських сил Третього Рейху за часів Другої світової війни. Закладений 21 вересня 1940 року на верфі Deutsche Schiff- und Maschinenbau, AG Weser у Бремені під будівельним номером 996. Спущений на воду 21 квітня 1941 року, а 2 серпня 1941 року корабель увійшов до складу ВМС нацистської Німеччини.

## Історія служби
U-154 належав до серії німецьких підводних човнів типу IXC, великих океанських човнів, призначених діяти на морських комунікаціях противника на далеких відстанях у відкритому океані. Човнів цього типу випущено 54 одиниці і вони дуже успішно та результативно проявили себе в ході бойових дій в Атлантиці. 2 серпня 1941 року U-154 розпочав службу у складі 4-ї навчальної флотилії, а з 1 лютого 1942 року переведений до бойового складу 2-ї флотилії ПЧ Крігсмаріне.
З лютого 1942 року і до липня 1944 року U-154 здійснив 8 бойових походів в Атлантичний океан, в яких провів 544 дні. Човен потопив 10 торгових суден (49 288 GRT), два судна пошкодив (15 771 GRT) і одному судну (8166 GRT) завдано тотальних пошкоджень.
12 листопада 1943 року під час восьмого бойового походу U-154 був потоплений глибинними бомбами американських ескортних міноносців «Фрост» і «Інч» та палубною авіацією ескортного авіаносця «Кроатан». Усі 57 членів екіпажу загинули.

## Командири
- Корветтен-капітан Вальтер Келле (2 серпня 1941 — 7 жовтня 1942)
- Корветтен-капітан Генріх Шух (7 жовтня 1942 — 8 лютого 1943)
- Оберлейтенант-цур-зее Оскар Куш (8 лютого 1943 — 21 січня 1944)
- Оберлейтенант-цур-зее Герт Гемайнер (22 січня — 3 липня 1944)

## Перелік уражених U-154 суден у бойових походах
| №                                                              | Дата              | Командир ПЧ           | Назва            | Тип                | Належність      | Водотоннажність (брт) | Вантаж                                                                   | Конвой       | Результат та координати                                                         | Наслідки атаки для екіпажу     | Прим.                |
| -------------------------------------------------------------- | ----------------- | --------------------- | ---------------- | ------------------ | --------------- | --------------------- | ------------------------------------------------------------------------ | ------------ | ------------------------------------------------------------------------------- | ------------------------------ | -------------------- |
| Другий похід (11.03—9.05.1942, 60 діб; Лор'ян—Лор'ян)          |                   |                       |                  |                    |                 |                       |                                                                          |              |                                                                                 |                                |                      |
| 1                                                              | 4 квітня 1942     | KrvKpt. Вальтер Келле | Comol Rico       | танкер             | США             | 5034                  | 8068 тонн меляси навалом                                                 |              | потоплений 20°46′ пн. ш. 66°46′ зх. д. / 20.767° пн. ш. 66.767° зх. д.          | 42 (3 загинули та 39 вціліли)  |                      |
| 2                                                              | 5 квітня 1942     | KrvKpt. Вальтер Келле | Catahoula        | танкер             | США             | 5030                  | меляса                                                                   |              | потоплений 19°16′ пн. ш. 68°12′ зх. д. / 19.267° пн. ш. 68.200° зх. д.          | 45 (7 загинули та 38 вціліли)  |                      |
| 3                                                              | 12 квітня 1942    | KrvKpt. Вальтер Келле | Delvalle         | суховантажне судно | США             | 5032                  | 5165 тонн генеральних вантажів                                           |              | потоплено 16°51′ пн. ш. 72°25′ зх. д. / 16.850° пн. ш. 72.417° зх. д.           | 63 (2 загинули та 61 вцілілий) |                      |
| 4                                                              | 13 квітня 1942    | KrvKpt. Вальтер Келле | Empire Amethyst  | танкер             | Велика Британія | 8032                  | 12 000 тонн моторного спирту                                             |              | потоплений 15°03′ пн. ш. 69°27′ зх. д. / 15.050° пн. ш. 69.450° зх. д.          | 47 (усі загинули)              |                      |
| 5                                                              | 20 квітня 1942    | KrvKpt. Вальтер Келле | Vineland         | суховантажне судно | Канада          | 5587                  | баласт                                                                   |              | потоплено 23°05′ пн. ш. 72°20′ зх. д. / 23.083° пн. ш. 72.333° зх. д.           | 35 (1 загинув та 34 вціліло)   |                      |
| Третій похід (04.06—23.08.1942, 81 доба; Лор'ян—Лор'ян)        |                   | KrvKpt. Вальтер Келле |                  |                    |                 |                       |                                                                          |              |                                                                                 |                                |                      |
| 6                                                              | 28 червня 1942    | KrvKpt. Вальтер Келле | Tillie Lykes     | суховантажне судно | США             | 2572                  | 2705 тонн генеральних вантажів, включаючи продовольство та техніку       |              | потоплено 16°57′ пн. ш. 69°45′ зх. д. / 16.950° пн. ш. 69.750° зх. д.           | 33 (усі загинули)              |                      |
| 7                                                              | 6 липня 1942      | KrvKpt. Вальтер Келле | Lalita           | рибальське судно   | Панама          | 65                    | 2705 тонн генеральних вантажів, включаючи продовольство та техніку       |              | потоплено 21°45′ пн. ш. 86°40′ зх. д. / 21.750° пн. ш. 86.667° зх. д.           | ? (0 загиблих та ? вцілілих)   |                      |
| Четвертий похід (12.10.1942—07.01.1943, 88 діб; Лор'ян—Лор'ян) |                   |                       |                  |                    |                 |                       |                                                                          |              |                                                                                 |                                |                      |
| 8                                                              | 8 листопада 1942  | KrvKpt. Генріх Шух    | D´Entrecasteaux  | суховантажне судно | Велика Британія | 7291                  | 6214 тонн генеральних вантажів, у тому числі 1002 тонни міді             |              | потоплено 15°30′ пн. ш. 57°00′ зх. д. / 15.500° пн. ш. 57.000° зх. д.           | 66 (3 загинули та 63 вижили)   |                      |
| 9                                                              | 9 листопада 1942  | KrvKpt. Генріх Шух    | Nurmahal         | суховантажне судно | Велика Британія | 5419                  | баласт                                                                   |              | потоплено 14°45′ пн. ш. 55°45′ зх. д. / 14.750° пн. ш. 55.750° зх. д.           | 88 (усі загинули)              |                      |
| 10                                                             | 18 листопада 1942 | KrvKpt. Генріх Шух    | Tower Grange     | суховантажне судно | Велика Британія | 5226                  | 8332 тонни генеральних вантажів, у тому числі 1800 тонн марганцевої руди |              | потоплено 6°20′ пн. ш. 49°10′ зх. д. / 6.333° пн. ш. 49.167° зх. д.             | 47 (6 загинули та 41 вцілілий) |                      |
| П'ятий похід (20.03—06.07.1943, 109 діб; Лор'ян—Лор'ян)        |                   |                       |                  |                    |                 |                       |                                                                          |              |                                                                                 |                                |                      |
| 11                                                             | 28 травня 1943    | Oblt. Оскар-Гайнц Куш | Cardinal Gibbons | суховантажне судно | США             | 7 191                 | баласт                                                                   | Конвой BT 14 | пошкоджено 03°56′ пд. ш. 36°43′ зх. д. / 3.933° пд. ш. 36.717° зх. д.           | 70 (усі вижили)                | судно типу «Ліберті» |
| 12                                                             | 28 травня 1943    | Oblt. Оскар-Гайнц Куш | Florida          | танкер             | США             | 8 580                 | баласт                                                                   | Конвой BT 14 | пошкоджений 03°56′ пд. ш. 36°43′ зх. д. / 3.933° пд. ш. 36.717° зх. д.          | 69 (усі вижили)                |                      |
| 13                                                             | 28 травня 1943    | Oblt. Оскар-Гайнц Куш | John Worthington | танкер             | США             | 8166                  | баласт                                                                   | Конвой BT 14 | тотально зруйнований 03°56′ пд. ш. 36°43′ зх. д. / 3.933° пд. ш. 36.717° зх. д. | 56 (усі вижили)                |                      |